# SONOHR Radio & Podcast Festival
Das SONOHR Radio & Podcast Festival ist ein Festival für Hörspiele, Radiofeatures und experimentelle Hörstücke in Bern. Das Publikum hört sich in einem abgedunkelten Kino- oder Theatersaal gemeinsam aufwändige Hörproduktionen an. Das Festival beinhaltet einen Wettbewerb, bei dem eine Jury und das Publikum die besten Produktionen mit Preisen auszeichnen. Seit 2014 sind Audioproduktionen in allen Sprachen zugelassen, welche in der Schweiz produziert wurden oder einen Schweizer Bezug aufweisen. Das Rahmenprogramm ist einem jährlich wechselndem Thema gewidmet und beinhaltet Listening Sessions, Live-Hörspiele, Hörspaziergänge, Präsentationen, Diskussionen, Masterclasses und Workshops. Das Festival findet seit der Erstausgabe im Jahr 2011 jährlich statt. Es dient als Plattform, bei der Audioproduzenten ihre Hörstücke einem breiten Publikum präsentieren können.
Der Verein unterstützt laut eigenen Angaben die kreative und innovative Entwicklung der Schweizer Audioszene. Es ist das bisher einzige Festival seiner Art in der Schweiz und finanziert sich primär über Fördermittel, Sponsoring und Spenden.

## Geschichte
Das Festival fand im Jahr 2011 im zum Wohnzimmer umfunktionierten Tojo Theater des alternativen Kulturzentrums Reithalle zum ersten Mal statt. Es war Teil des jährlichen Soli-Festes des nicht-kommerziellen Berner Radiosenders RaBe. In der Folge machte sich das Festival selbständig, um die Unabhängigkeit zu wahren. Im Juni 2011 wurde der Verein sonOhr Hörfestival gegründet. 2015 erfolgte die Umbenennung des Festivals in „sonOhr Festival“. Im Zuge der Veränderungen in der Radiolandschaft durch den digitalen Wandel wurde das Festival 2018 erneut umbenannt in „SONOHR Radio & Podcast Festival“.
2017 gab es eine programmatische Neuausrichtung: das internationale Rahmenprogramm wurde ausgebaut und ist neben dem nationalen Wettbewerb fester Bestandteil des Festivals. Es steht jedes Jahr unter einem neuen Thema: 2017 war dies Produktion und Veröffentlichungen von Podcasts, 2018 beschäftigt sich das Festival mit Fake und Realität, 2019 mit der Archivierung von Audiomaterial im vor- und digitalen Zeitalter, 2020 stand es unter dem Motto „en masse“ und 2021 unter „(Audio)bewegt“.
2017, 2018 und 2019 wurde in Zusammenarbeit mit dem Verband Schweizer Privatradios VSP der flashstory Preis ausschliesslich für Kurzhörstücke verliehen.
2019 lancierte die Stiftung Radio Basel in Zusammenarbeit SONOHR den katalysatOHR-Förderpreis. Im Rahmen der Festivalausgabe 2020 wurde das erste Siegerprojekt vorgestellt. Der Förderpreis ist eine Neuauflage des 2007 lancierten internationalen Featurepreises für deutschsprachige Produktionen gebührenfinanzierter Sender aus Deutschland, Österreich und der Schweiz.
2020 feierte das Festival das 10. Jubiläum, unter anderem mit einer ersten internationalen Ausschreibung für Audioproduktionen und dem vom Hauptstadtkulturprojekt der Stadt Bern finanzierten Projekt „en masse Podcasts“. Das Projekt fördert neue und spannende Formen des Audiostorytellings und realisiert zwischen Februar 2019 und April 2021 sechs verschiedene Podcast-Reihen über, mit und für Bern.

## Preisträger
2011

Publikumspreis: „Nid wägnäh“ von Franz Bigler und Radio Silbergrau
2012

Jury-Preis Fiction: „Ds Chamäleon und anderi Gschichta“ von Hannes Barfuss und Gabriel Crucitti; Jury-Preis Non-Fiction: „Sonic Traces: From The Arab World“ von Thomas Burkhalter und Simon Grab; Publikumspreis: „Dr knackigi Gnom“ von Christin Glauser und Philippe Graff
2013

Jury-Preis Fiction: „WC-Drama“ von Gaudenz Trüeb (Lorenz Keller); Jury-Preis Non-Fiction: „Kultur am Rand - Das Labitzke-Areal in Zürich-Altstetten“ von Thomas Niederberger und Francesca Nussio (Jury: Christian Gasser, Katja Alves, Simon Grab); Publikumspreis: „Der Elektrobarde“ von Martin Bezzola
2014

Jury-Preis Fiction: „Quarantäne. Der Grüne Tod in Winterthur“ von Elvira Isenring, Sebastian Herzog, Tom Combo, Gion M. Cavelty, Daniel Mezger und Dominik Dusek; Jury-Preis Non-Fiction: „Männerträume“ von Maru Rieben; Jury-Preis Experimentelles: „Childhood Stories – China 2012“ von Regina Dürig und Christian Müller; Publikumspreis: „Der Lismer-Club, Ruedi + Heinz und die Fallmasche“ von Rolf Strub
2015

Jury-Preis Fiction: „Ein Tag im Leben des Privatradios“ von Mirio Bähler und Thierry Lüthy; Jury-Preis Non-Fiction: „Für diese Idee andere Hosen anziehen“ von Daniel Glur; Jury-Preis Prix d'Ohr: „Carte postale sonore de La Chaux-de-Fonds“ von Abril Padilla; Publikumspreis: „Klang der Stille“ von Yvonn Scherrer
2016

Jury-Preis Fiction: „Nordlichter – ein Hörspiel in Mono(tonie)“ von Christina Baron; Jury-Preis Non-Fiction: „La Nüvla da Pra Davant“ von Martin Bezzola; Jury-Preis Prix d'Ohr: „Hirnmusik“ von Simon Grab; Publikumspreis: „Über Wellen zu den Wellen“ von Donat Hofer
2017

Jury-Preis Fiction: „Blue Garden“ von Andreas Liebmann; Jury-Preis Non-Fiction: „Cartolina sonora“ von Abril Padilla; Jury-Preis Prix d’Ohr: „Yedoma“ von Olga Kokcharova und Gianluca Ruggeri; sonOhr Publikumspreis: „Minutes of an Extended Departure“ von The Caretakers; Jury-Preis flashstory: „Strom“ von Dejan Barac, Eleonora Camizzi, Katarina Tereh
2018

Jury-Preis Sound: „Marderschreck“ von Barbara Schibli und Andreas von Stosch, Produktion: Experimentelles Radio der Bauhaus-Universität Weimar in Koop. mit dem Hörspielsommer e.V., Jury-Preis Story: „Seelenverwandt“ von Vanessa Kobelt; Publikumspreis „Die Schande, ein Weib zu sein: Grossmutter, die erste Pfarrerin“ von Christina Caprez; Jury-Preis flashstory: „Winternacht im Züri-WC“ von Nico Leuenberger
2019

Jury-Preis Best Discovery: „Vaterland“ von Michelle Akanji; Jury-Preis Bravest Piece: „Daring“ von Katarina Hagstedt; Publikumspreis: „Vaterland“ von Michelle Akanji; flashstory Preis: „D’ Bohnä und de Schpäck“ von Nadia Zollinger
2020

Jury-Preis Le meilleur reportage: „La 4e dimension – le temps des montres“ von Laure Gabus; Jury-Preis Best Sound Piece: „Krypta“ von Jannik Giger; Publikumspreis: „Sihlquai“ von Christine Brand, This Wachter und Simon Meyer
2021

Jury-Preis Beste Audio-Dokumentation: „Strani Giorni“ von Olmo Cerri; Jury-Preis La meilleure conception sonore: „L’été derrière la fenêtre“ von Clara Alloing; Publikumspreis: „Ich dachte morgen sei immer“ von Lia Schmieder